# Oda
 Ovo je glavno značenje pojma Oda. Za druga značenja pogledajte Oda (razdvojba).
Oda je svečana pjesma posvećena zaslužnim osobama, značajnim događajima i temama kao što su božanstvo, ljubav, domovina i sl. Ugođaj ode je uvijek svečan, ozbiljan i naglašen. Najčešće govori o ljubavi i poštovanju. Česti je pjesnički oblik u svim vremenima.
Grčki liričar Pindar (522. – 442. pr. Kr.) u svojim odama veličao je pobjednike na olimpijskim igrama a rimski pjesnik Horacije (65. – 8. pr. Kr.) ode je posvećivao ljubavi.